# 일산동중학교
일산동중학교(一山東中學校)는 대한민국 경기도 고양시 일산서구 탄현동에 있는 공립 중학교이다.

## 학교 연혁
- 1994년 11월 1일 : 일산동중학교 설립인가(30학급)
- 1995년 3월 1일 : 일산동중학교 개교(6학급 편성)
- 1995년 3월 1일 : 초대 최재룡 교장 취임
- 1996년 2월 15일 : 제1회 졸업(95명)
- 1996년 7월 12일 : 럭비부 창단
- 2013년 3월 28일 : 신관 준공(급식실, 도서관, 기술가정실, 소강당, 음악실, 체육관, 일반교실 15개)
- 2019년 9월 1일 : 제7대 최상호 교장 취임
- 2021년 1월 8일 : 제26회 졸업(195명)

## 참고 자료
- 일산동중학교 - 한국교육학술정보원 학교알리미